# Tih Minh
Tih Minh é um seriado mudo francês de 1918, no gênero aventura, dirigido por Louis Feuillade. Foi produzido e teve sua première em 1918, mas veiculou nos cinemas franceses a partir de 7 de fevereiro de 1919.
Um romance com o roteiro e ilustrações do seriado, em fascículos, foi lançado em 1919, da autoria de Louis Feuillade e Georges Le Faure, publicado por “La Renaissance du Livre”.

## Sinopse
Jacques dAthys, um aventureiro francês, faz uma expedição à Indochina e retorna para sua casa em Côte d'Azur acompanhado de seu leal servo Plácido e de uma  jovem eurasiana, Tih Minh, que salvou sua vida (as circunstâncias não são muito claras). Sua irmã é encarregada de ensinar e educar Tih Minh. Algum tempo depois, recebe ordens do governo para voltar à Indochina por mais dois anos, em uma missão de natureza incerta, e retorna com um livro que contém uma mensagem codificada, que deve dar pistas sobre um tesouro de guerra e é também importante para os membros de uma conspiração internacional para a destruição da Inglaterra. Isso o faz do alvo de espiões estrangeiros, entre eles uma misteriosa marquesa de origem latina, um hipnotizador hindu e um malvado médico alemão, que faz de tudo para obter o livro.

## Características
O seriado adota elementos tanto do caso Mata Hari, que fora executada em outubro de 1917, em Vincennes, como também pode referir-se à evolução das colônias francesas no sudeste da Ásia, onde novos movimentos de resistência revolucionária e comunista são formados sob a impressão da Revolução Russa de 1917.

## Elenco
- Mary Harald - Tih Minh
- René Cresté - Jacques d'Athys
- Georges Biscot - Placido
- Édouard Mathé - Francis Grey
- Louis Leubas - Kistna
- Gaston Michel - Dr. Gilson
- Marcel Marquet - Dr. Clauzel (creditado Marquet)
- Émile André - Dr. Davesnes
- Georgette Faraboni - Marquesa Dolorès
- Jeanne Rollette - Rosette
- Lugane - Jane d'Athys
- Madame Lacroix - Mme d'Athys

## Capítulos
1. Le philtre d'oubli
2. Deux drames dans la nuit
3. Les mystères de la Villa Circé
4. L'homme dans la malle
5. Chez les fous
6. Les oiseaux de nuit
7. Evocation
8. Sous le voile
9. La branche de salut
10. Mercredi 13
11. Le document 29
12. Justice